# Sigurd Erdtman
Sigurd Julius Erdtman, född 22 juli 1888 i Solna församling, död 1 januari 1951 i Trosa, var en svensk författare och sångare. 

## Biografi
Erdtman utbildades vid läroverket i Linköping och han begav sig på studieresor till Europa, Ryssland och Amerika. Han studerade vid musikkonservatoriet i Paris och var verksam som sånglärare och journalist. Som sångtextförfattare skrev han under pseudonymen Julius bland annat texten till En hambo på bryggan. 

### Redaktör
- Strindberg, August; Strindberg, Johan Oscar (1915). Bref från August Strindberg till J.O. Strindberg (Occa) under åren 1870-1900 : med tre faksimile. Stockholm: Björck & Börjesson. Libris 3094907